# Сан-Педро (Лос-Анджелес)
Сан-Педро (англ. San Pedro) — нейборхуд Лос-Анджелеса в округе Лос-Анджелес штата Калифорния США.

## Описание
Сан-Педро — главная единица порта Лос-Анджелеса (другие единицы — Уилмингтон и остров Терминал). Порт расположен на юго-восточных склонах полуострова Палос-Вердес, с видом на гавань Лос-Анджелеса (часть залива Сан-Педро) с запада.

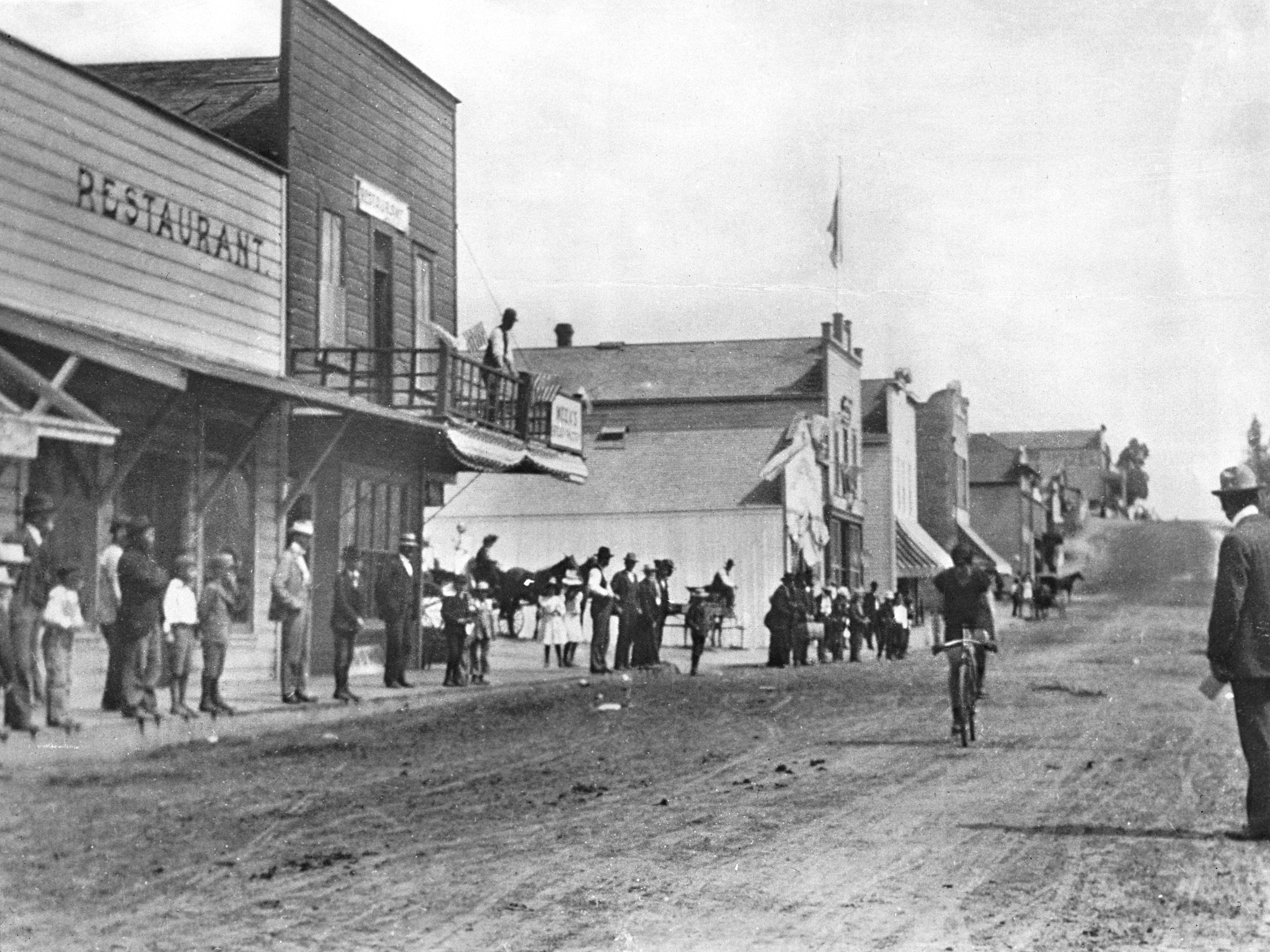
Велосипедист на Бикон-стрит примерно во время присоединения к Лос-Анджелесу в 1909

Задокументированная история Сан-Педро восходит к 1542 году, когда его открытый рейд, ограниченный илистыми отмелями, посетил испанский исследователь Хуан Родригес Кабрильо. Заложенный в 1882 году и получивший статус города в 1888 году, Сан-Педро, несмотря на мелководье, вскоре стал портом. После того, как он был присоединён Лос-Анджелесом вместе с соседним Уилмингтоном (первоначально Нью-Сан-Педро) в 1909 году, начались серьезные работы по углублению и преобразованию его рейда путём дноуглубления в одну из крупнейших в мире искусственных гаваней. Были расширены волнорезы и построены терминалы, и современные портовые сооружения теперь обрабатывают большую часть торговли порта. Вдоль его набережной расположены верфи, сухие доки, рыбоконсервные и нефтеперерабатывающие заводы, а также мемориал торговому флоту. Пляж Кабрильо (с примечательным морским аквариумом) находятся на мысе Фермин на южной оконечности полуострова. Также на мысе Фермин находится Форт Макартур, некогда обширная военная резервация; а также здесь находится музей с экспозицией, посвящённой обороне гавани Лос-Анджелеса и роли города в военное время. В Морском музее Лос-Анджелеса представлены экспозиции, посвящённые истории порта, и модели кораблей.